# González Ortega, Zacatecas
González Ortega är en ort i Mexiko.   Den ligger i kommunen Zacatecas och delstaten Zacatecas, i den centrala delen av landet, 500 km nordväst om huvudstaden Mexico City. González Ortega ligger 2 180 meter över havet och antalet invånare är 871.
Terrängen runt González Ortega är kuperad åt sydost, men åt nordväst är den platt. González Ortega ligger nere i en dal. Runt González Ortega är det tätbefolkat, med 286 invånare per kvadratkilometer. Närmaste större samhälle är Zacatecas, 17,9 km nordost om González Ortega. Omgivningarna runt González Ortega är i huvudsak ett öppet busklandskap.